# Lluís Desplà i d'Oms
Lluís Desplà i d'Oms   (Barcelona, 1444 (Gregorià) - 6 de febrer de 1524 (Gregorià)) fou Ardiaca major de la seu de Barcelona i President de la Generalitat de Catalunya (1506-1509).

## Biografia
Era fill de Francesc (Francí) Desplà i de Conomines< i d'Elionor d'Oms i de Sagarriga. Conegut popularment per fer reconstruir la casa de l'Ardiaca a Barcelona, entre 1490 i 1510.
El 1470 fou nomenat ardiaca major de la seu de Barcelona pel papa Pau II, i es va estar a Roma fins al 1474. Va ser un personatge amb molta influència dins el clergat. Va oposar-se a la implantació del Sant Ofici a Barcelona, si bé no ho va poder evitar.
Va ser nomenat President de la Generalitat de Catalunya el 22 de juliol de 1506. Entre 1508 i 1524 va ser rector de diverses parròquies, com Badalona. A Alella va adquirir una casa annexa a la rectoria on hi figuren els seus escuts, i hi va encarregar un retaule el 1512 a Pere Torrent. A Argentona inicià la reconstrucció i ampliació de la parròquia el 1514. A Sant Just i Pastor (Barcelona) encarregà tres vitralls a Segarra Jaume, en els que també apareixen els seus escuts.
Va estar a punt de ser nomenat bisbe de Barcelona com a successor de Pere Garcia, però la influència del rei Ferran II d'Aragó, va decantar l'elecció en Enric de Cardona i Enríquez.
La seva lauda sepulcral, encarregada l'any 1539 pel seu nebot canonge Guillem Ramon Desplà i de Corbera a l'artista Girolano Cristoforo, es troba a la sala capitular de la catedral de Barcelona i n'hi ha una còpia a la Casa de l'Ardiaca. A la mateixa sala capitular s'exposa l'anomenada Pietat Desplà, obra mestra del pintor Bartolomé Bermejo datada el 1490, on ell mateix hi apareix representat com a donant, agenollat al costat del grup de la Pietat i fent parella amb sant Jeroni. Més enllà de les seves qualitats pictòriques, la Pietat Desplà és l'exponent més sobresortint de la important tasca de mecenatge artístic duta a terme per Lluís Desplà.